# Вулиця Павла Ковжуна (Калуш)
Вулиця Павла Ковжуна — розташована в центральній частині міста Калуша, пролягає від вулиці Дзвонарської до вул. Височанка. 

## Історія
Одна з найдавніших міських вулиць — вже наявна була на карті Апенцелєра 1787 року. Була вкрита гранітною бруківкою, називалася Урядова. Під час польської окупації перейменована на вулицю короля Яна Собеського, після неї відновлена початкова назва. Однак радянські окупанти знову перейменували — 14.03.1947 рішенням райвиконкому № 19 на вулицю Ватутіна. Цією вулицею всі роки радянської влади виносили на цвинтар високопоставлених комуністів під марші духового оркестру та глузування простих калушан, які бажали бути похованими без оркестру.
25 грудня 1990 названа на честь видатного маляра Павла Ковжуна, який в 1937—1938 роках разом з М. Осінчуком розписав калуську церкву Архистратига Михаїла, розташовану поруч з цією вулицею..
1996 року на честь 100-річчя від дня народження Павла Ковжуна на фасаді будинку училища культури встановлено меморіальну дошку.

## Розташування та загальна характеристика
Вулиця Ковжуна є однією з вузлових вулиць Калуша. Вона поєднує центральну частину міста з початком мікрорайону Височанка. Вулиця є продовженням вулиці Дзвонарська і розпочинається від її перехрестя з майданом Шептицького та площею Героїв та закінчується перехрестям вулиць Європейська, Ломоносова, Височанка (поблизу старого міського кладовища). Вулиця має горбистий рельєф. Половину вулиці займає крутий підйом до перехрестя з вулицями Франка і Братів Фільчинських, в той час як друга частина — з незначним нахилом. В горішній частині вулиці справа наявний бетонний водозбірник, який використовувався з 1893 р. до 1960-х років. Зліва на початку вулиці розташовані три хрущовки, решта ж забудови є малоповерховою. Вулиця впродовж всього періоду свого існування є озелененою і тихою, оскільки не є однією з головних транспортних артерій, а бічною відносно них. Справа прилягають вулиці Івана Франка і Шевченка, зліва — Братів Фільчинських.

## Сьогодення
В середині 2000-их була проведено повна заміна теплотраси та системи вуличної каналізації і дощового зливу. Впродовж 2000-их проїжджа частина та бордюри тротуарів вулиці Ковжуна були повністю оновлені, однак самі тротуари внаслідок цього постраждали. Також було пофарбовано фасад Калуського коледжу культури і мистецтв та встановлено на ньому меморіальні дошки П. Ковжуну і М. Бураку (обидві — скульптор І. Семак), реконструйовано маєток братів Фільчинських (останній став приватним житловим будинком). На початку 2000-их припинив свою роботу магазин спорттоварів Динамо, замість нього відкрито кілька будівельних магазинів. Частина малоповерхової забудови вулиці Ковжуна (комунальні будинки) є ззовні занедбаною і фізично застарілою.

## Фотогалерея

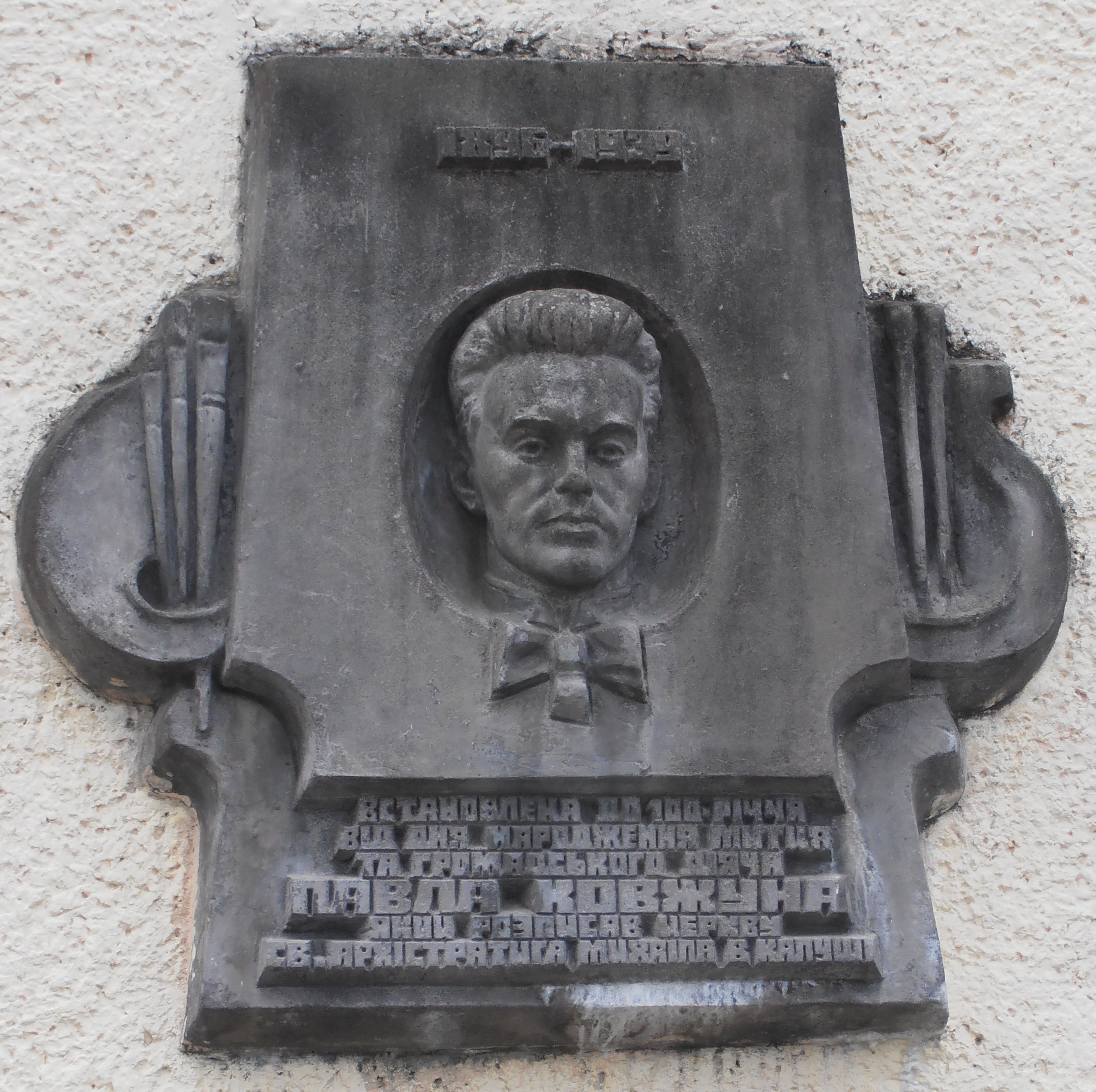
Меморіальна дошка Павлу Ковжуну
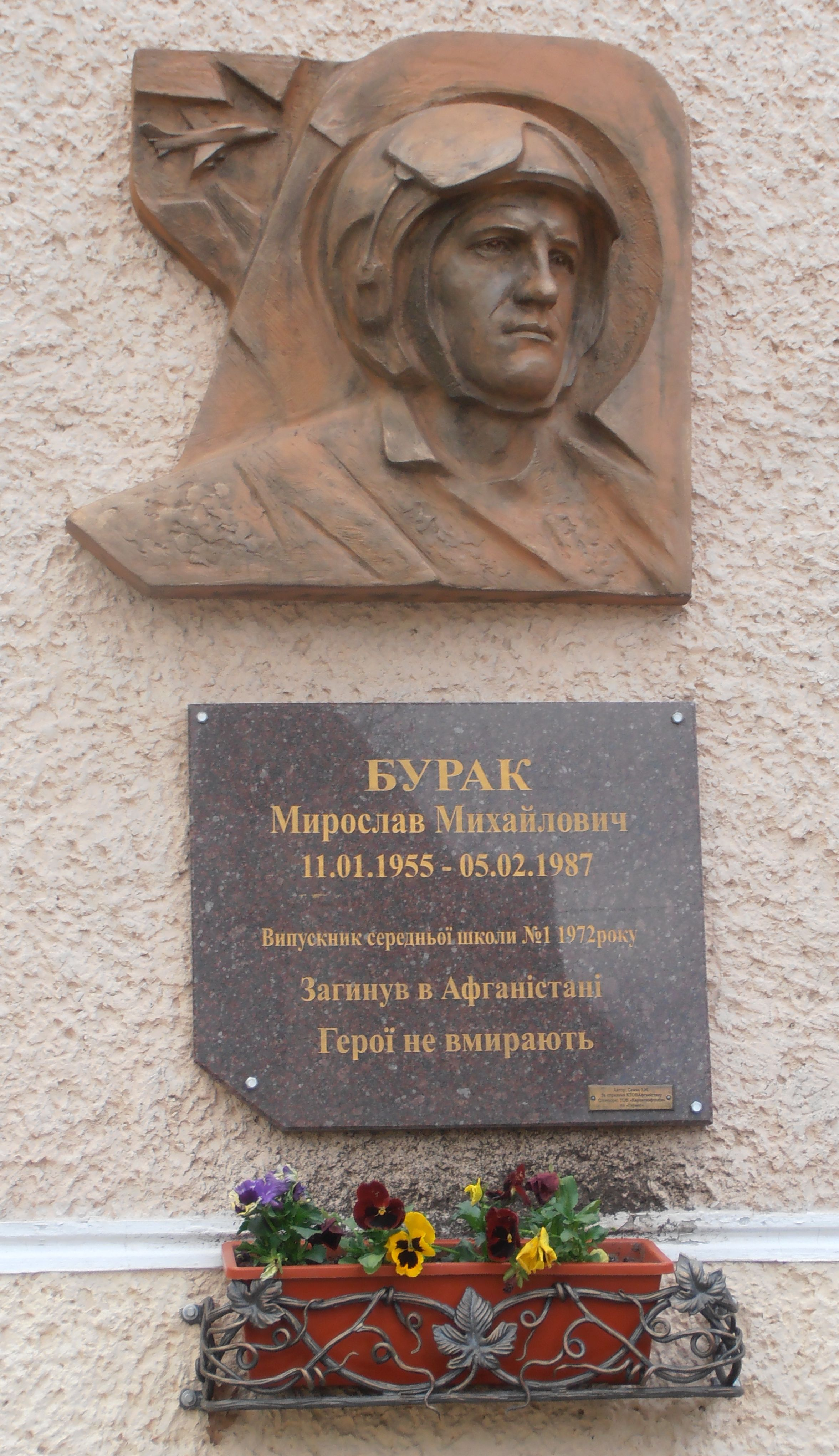
Меморіальна дошка М. Бураку
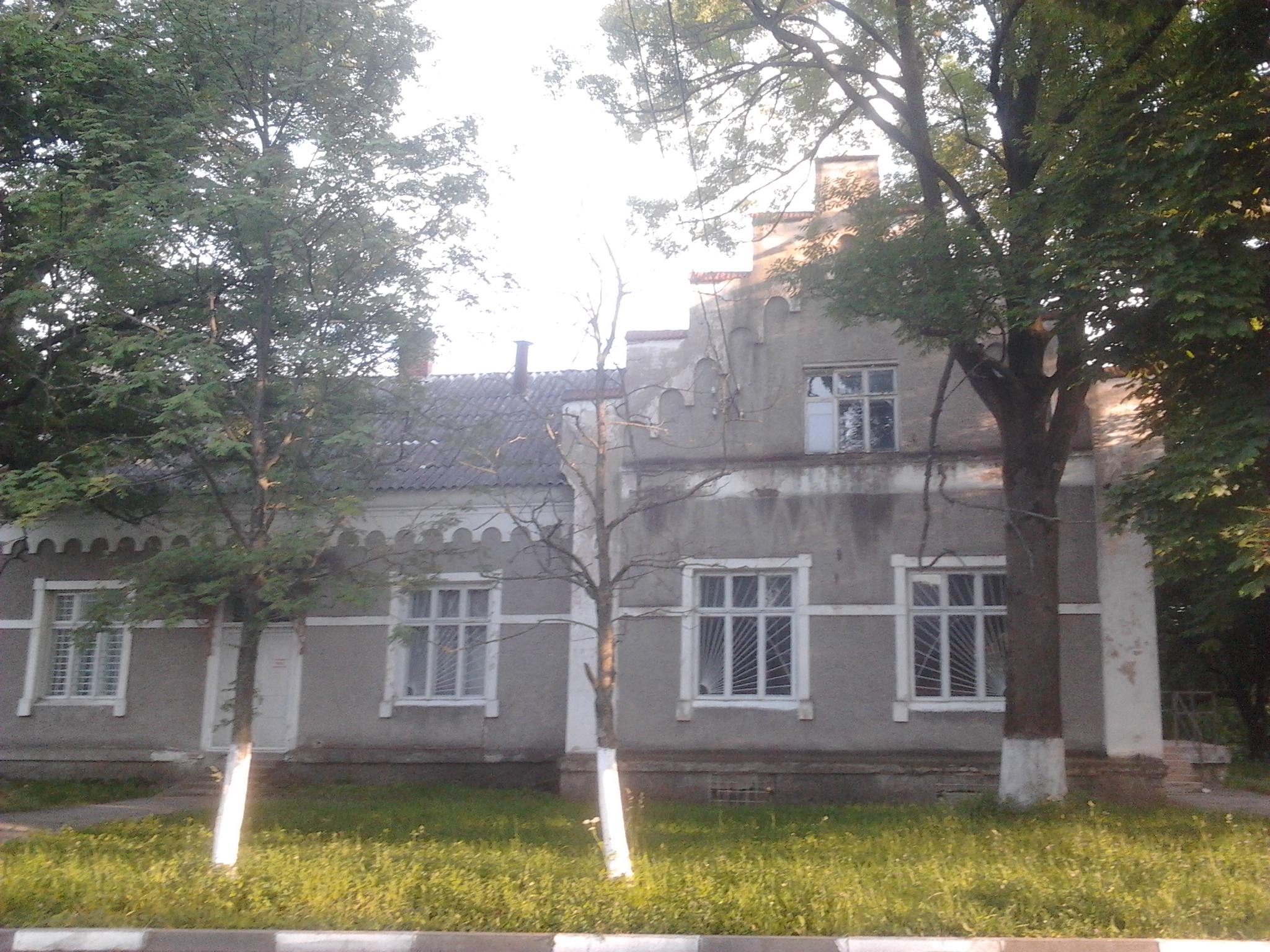
Їдальня культосвітнього коледжу
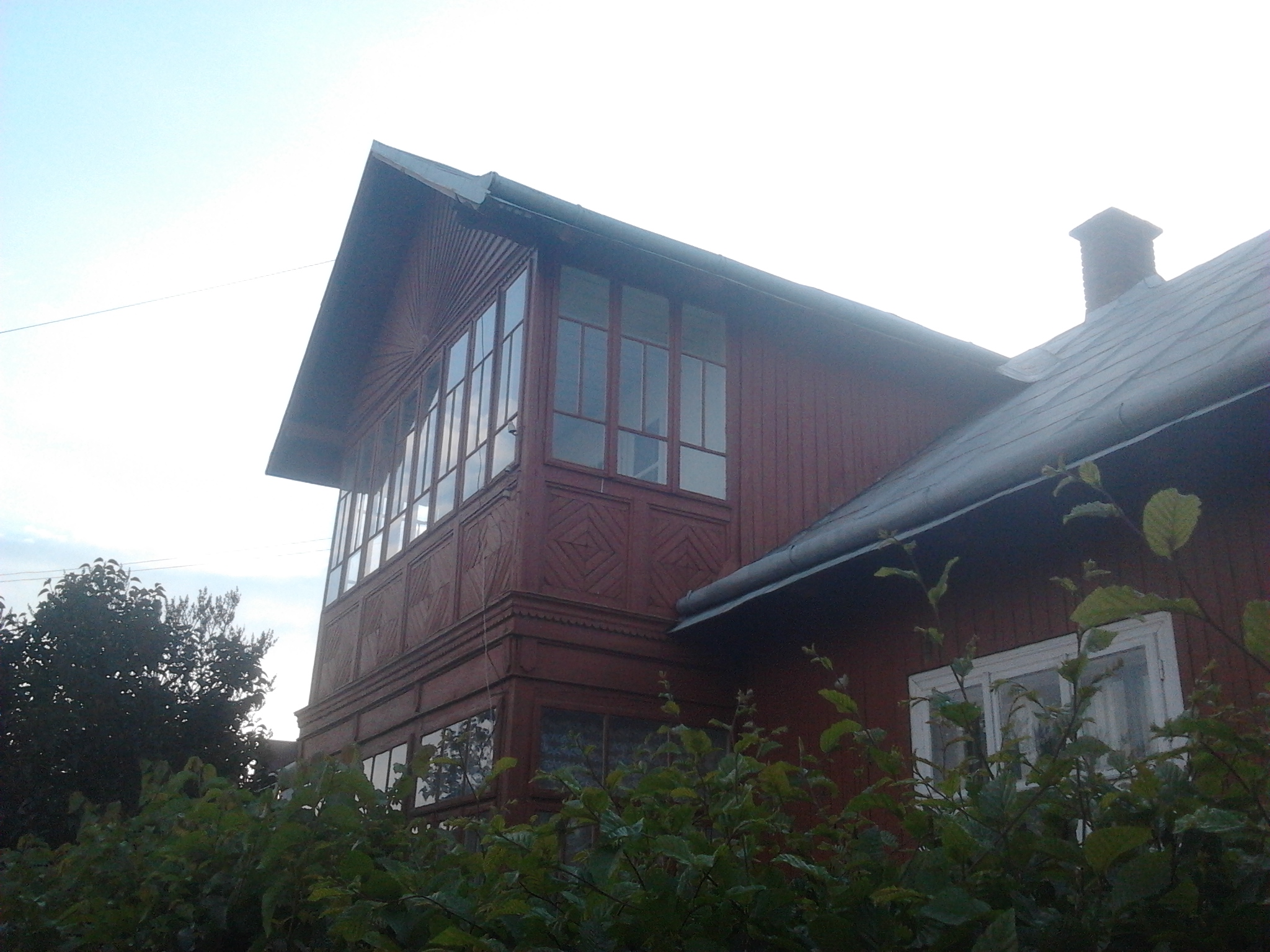
Двоповерхівка
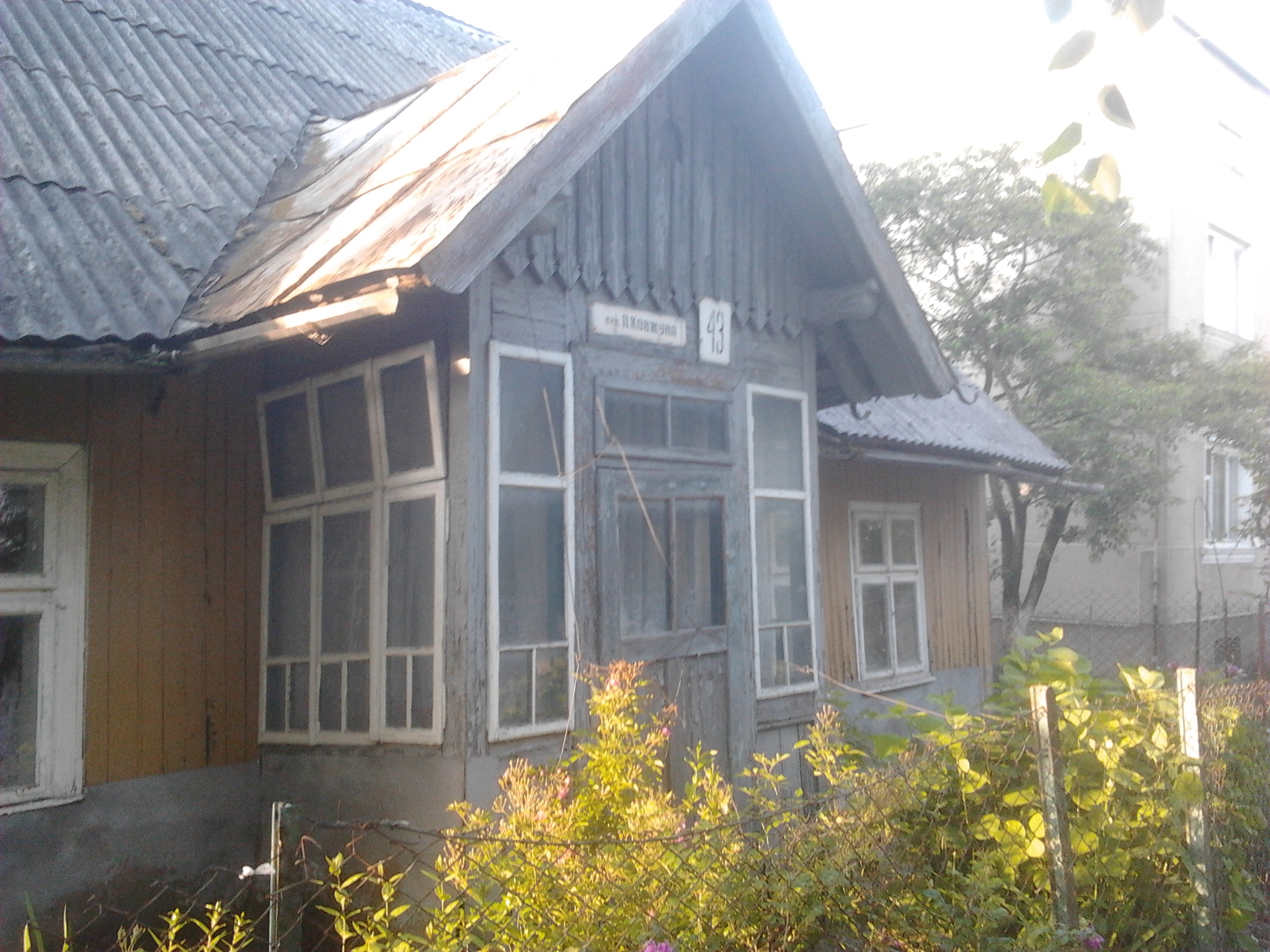
Старий будинок
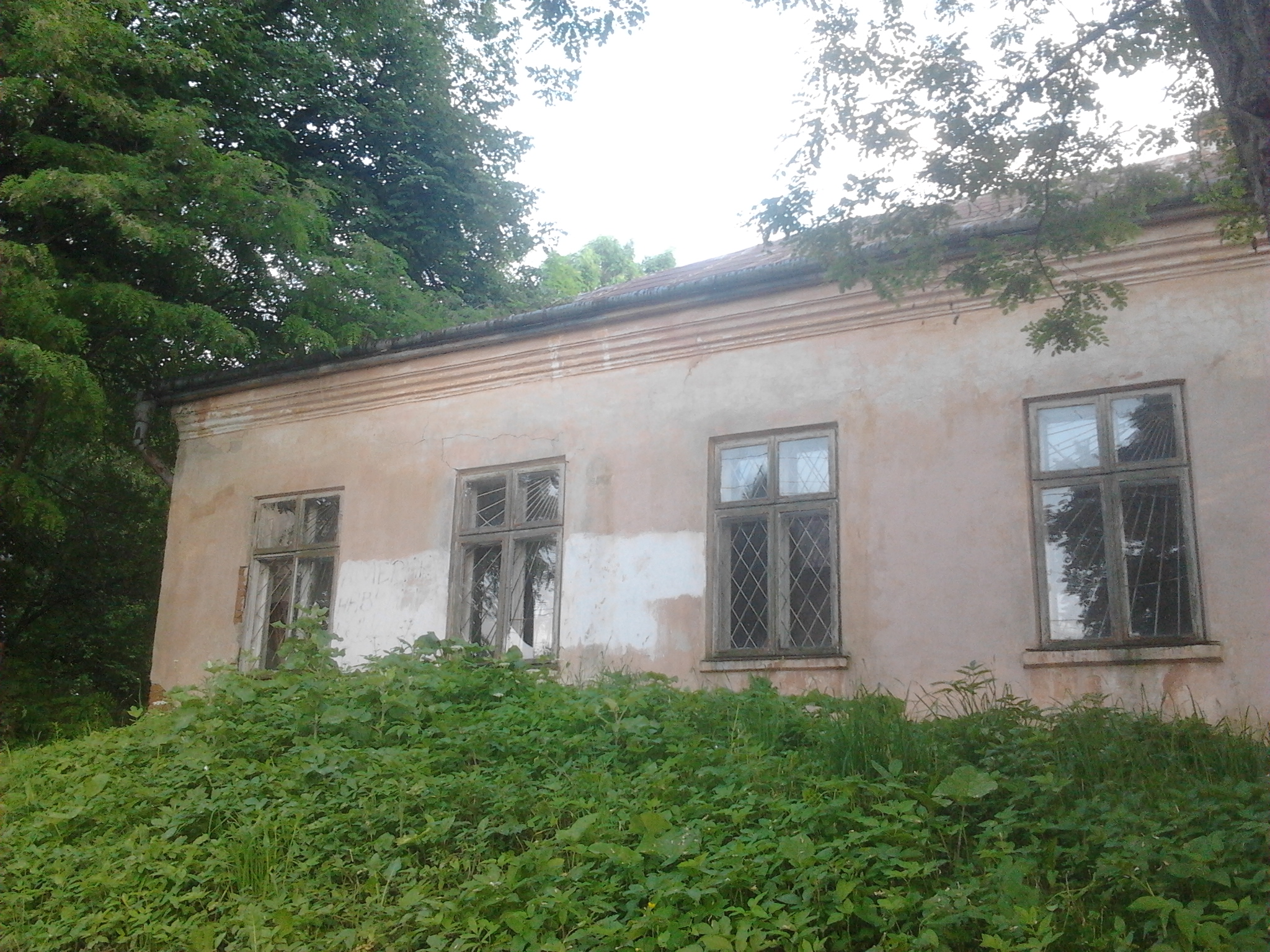
Колишня музична школа
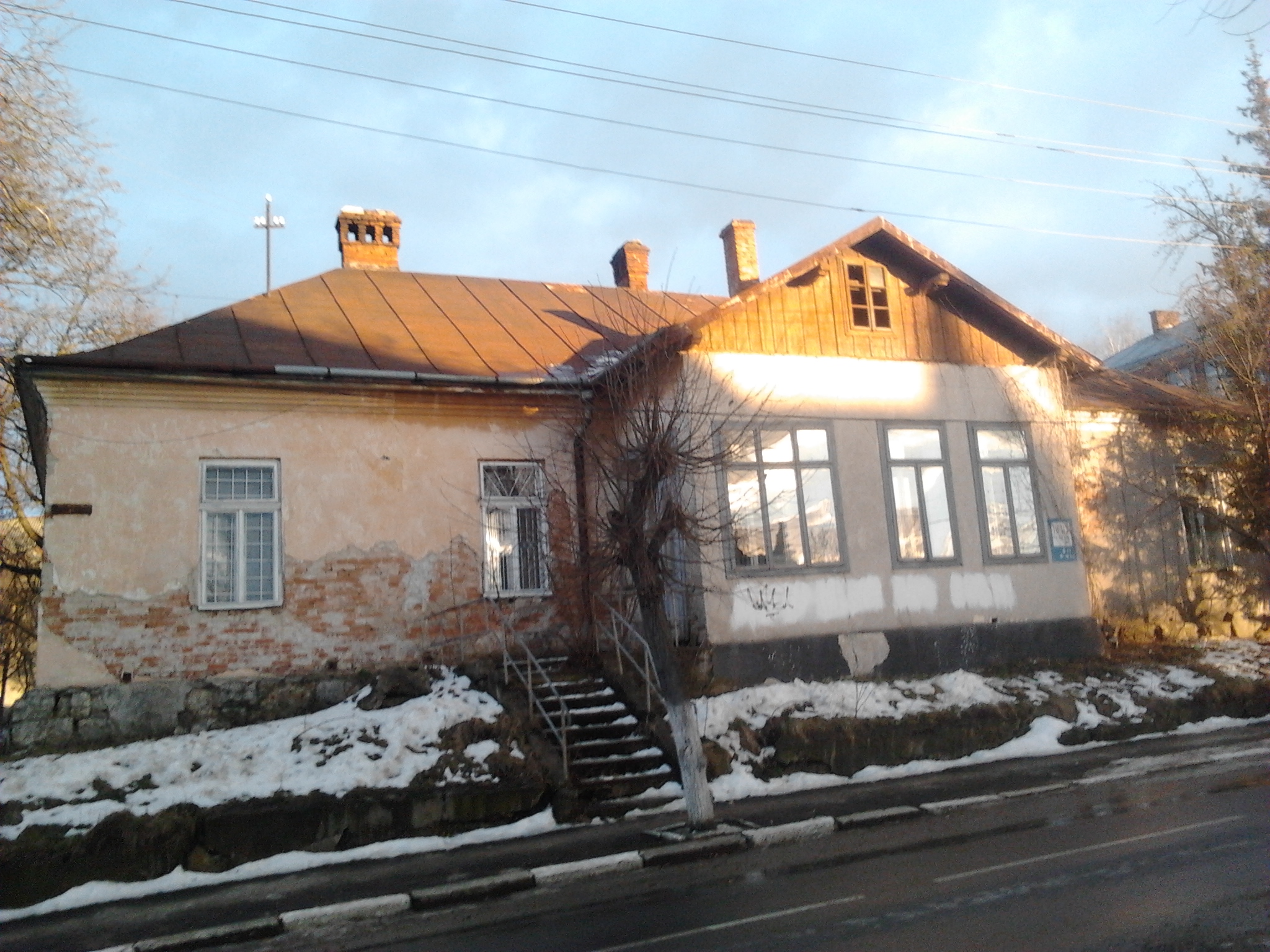
Колишня музична школа